# Gallipoli Heights
Gallipoli Heights är en kulle i Antarktis. Den ligger i Östantarktis. Nya Zeeland gör anspråk på området. Toppen på Gallipoli Heights är 1 835 meter över havet.
Terrängen runt Gallipoli Heights är platt åt sydost, men åt nordväst är den kuperad. Trakten är obefolkad. Det finns inga samhällen i närheten.